# Isturgia postclara
Isturgia postclara är en fjärilsart som beskrevs av Barend J. Lempke 1952. Isturgia postclara ingår i släktet Isturgia och familjen mätare. Inga underarter finns listade i Catalogue of Life.